# Paramyxoviry
Paramyxoviry jsou lidské patogeny, obalené RNA viry s jednořetězcovou RNA, které postihují respirační systém (pneumovirus, syn. respirační cyncytiální virus, viry parainfluenzy), nebo alespoň infekcí respiračního traktu u člověka začínají: spalničkový virus (Virus morbillorum, Morbillivirus) a virus příušnic (Virus parotitidis).
Ze zvířecích patogenů sem patří virus psinky (CDV, Canis distemper virus), virus Newcastleské choroby drůbeže a virus moru skotu, moru malých přežvýkavců a virus Sendai.